# Шахова олімпіада 1960
14 шахова Олімпіада проходила з 6 жовтня — 9 листопада 1960 р. в місті Лейпциг (НДР).
Все місто жило цією подією. Тільки вийшовши на перон лейпцизького вокзалу, учасники і гості змагань потрапляли у атмосферу шахів. Яскраві плакати й афіші запрошували до «Ринг Мессе хауз» — красиву будову в центрі міста, яка на час проведення Олімпіади була у розпорядженні шахістів 40-ка країн світу. Шахова спілка НДР за допомогою уряду республіки зробила все можливе, щоб змагання пройшли на високому рівні. Понад 100 шахових діячів республіки — члени оргкомітету, очолювані Г. Гретцем, кілька місяців займалися питаннями підготовки й організації Олімпіади. Тому й не дивно, що до відкриття турніру все було продумано і виконано з великим розмахом і старанням. Турнірне приміщення з прекрасним освітленням було обладнано найдосконалішим реквізитом: столиками, шаховими комплектами, годинниками і великими магнітними демонстраційними шахівницями. Відмінно працював прес-центр Олімпіади: бюлетень про хід турніру видавався чотири рази на день. Преса, радіо і телебачення приділяли велику увагу турніру, де було акредитовано понад 200 журналістів з багатьох країн.

## Виставка
Проте найголовнішим сюрпризом організаторів була перша в історії шахів виставка «Шахи впродовж віків», відкриття якої відбулося в переддень XIV Олімпіади. Яка ж потрібна була енергія і настирливість організаторів виставки, щоб зібрати експонати із 135 музеїв, бібліотек, картинних галерей та архівів всього світу, від особистих зібрань і шахових організацій понад 40 країн! Найунікальніші експонати було представлено в так званому залі коштовностей. Древні рукописи, книги, картини, фотографії, ряд статистичних табло свідчили про 15-вікову історію шахів — від їх народження і понині. Досить згадати, що на виставці тільки шахова література експонувалася на 46 стендах! Тут же — численні колекції шахових фігур, створених впродовж віків у багатьох країнах, різних форм і виконаних з найрізноманітніших матеріалів. В експозиції виставки були також розділи: «Шахи в живопису», «Шахові фото і фільми», «Шахові реліквії», «Видатні особистості і шахи» та ряд інших.

## Склади команд
Заявки на участь у турнірі надійшли від 41 країни. В останній момент не прибула команда Пуерто-Рико. Участь 40 команд з чотирьох континентів стала рекордом олімпіад. Перше «хрещення» на Олімпіаді дістали шахісти Албанії, Мальти, Монако та Індонезії. До останнього моменту залишалося відкритим питання участі в турнірі американської команди. Держдепартамент довго не давав дозволу шахістам США на поїздку в НДР. І тільки під натиском громадської думки команді США була надана можливість грати в Лейпцизі. Олімпіада в Лейпцизі зібрала дуже сильний склад учасників на чолі з новим чемпіоном світу Михайлом Талем. Прибули на турнір і три ексчемпіони — Ейве, Ботвинник і Смислов. Серед решти 21 гросмейстера — нова «зірка»— 17-річний чемпіон США Р. Фішер, який дебютував на XIV Олімпіаді і відразу ж на 1-й шахівниці.

## Регламент
Урочисте відкриття XIV Олімпіади відбулося 16 жовтня в міському драматичному театрі. Напередодні відкриття турніру відбулася технічна нарада капітанів команд. Президент ФІДЕ Ф. Рогард, головний суддя XIV Олімпіади В. Рагозін (СРСР), а також вибрані таємним голосуванням капітанів П. Трифунович, Г. Штальберг і Г. Голомбек склали спеціальну комісію, яка поділила команди на півфінальні групи. Всі 40 команд було розбито на чотири групи. Три переможці кожної групи виходили у фінал А, три наступні команди — у фінал В. Решта 16 команд утворили фінал С, який проводився вперше за швейцарською системою в 11 турів відповідно до кількості турів перших двох фіналів.

## Півфінали

### Група А
У першому півфіналі найбільш вдало зіграли болгарські шахісти. Вони випередили югославську команду, яка зазнала незапланованих втрат, зігравши внічию з командами Норвегії та Ізраїлю. Трете місце залишилося за господарями.
- Очки — сума набраних очок усіма шахістами (1 за перемогу шахіста, ½ за нічию, 0 — за поразку);
- КО — неофіційні командні очки (КПер — перемога команди, КНіч — нічия, КПор —поразка), набрані всією командою (2 за перемогу команди, 1 — нічия, 0 — поразка).

| Місце | Команда   | 1  | 2 | 3  | 4  | 5  | 6  | 7  | 8  | 9  | 10 | Очки | КО | КПер | КНіч | КПор |
| ----- | --------- | -- | - | -- | -- | -- | -- | -- | -- | -- | -- | ---- | -- | ---- | ---- | ---- |
| 1     | Болгарія  | ×  | 2 | 2  | 3  | 3½ | 2½ | 3  | 3½ | 4  | 3½ | 27   | 16 | 7    | 2    | 0    |
| 2     | Югославія | 2  | × | 2  | 2  | 3  | 2  | 3  | 4  | 4  | 4  | 26   | 14 | 5    | 4    | 0    |
| 3     | НДР       | 2  | 2 | ×  | 2½ | 3½ | 3  | 2  | 3  | 4  | 3  | 25   | 15 | 6    | 3    | 0    |
| 4     | Норвегія  | 1  | 2 | 1½ | ×  | 1  | 2  | 2  | 4  | 3  | 4  | 20½  | 9  | 3    | 3    | 3    |
| 5     | Фінляндія | ½  | 1 | ½  | 3  | ×  | 2½ | 2½ | 3  | 2½ | 4  | 19½  | 12 | 6    | 0    | 3    |
| 6     | Ізраїль   | 1½ | 2 | 1  | 2  | 1½ | ×  | 1½ | 2½ | 3  | 4  | 19   | 8  | 3    | 2    | 4    |
| 7     | Індонезія | 1  | 1 | 2  | 2  | 1½ | 2½ | ×  | 1½ | 3  | 4  | 18½  | 8  | 3    | 2    | 4    |
| 8     | Франція   | ½  | 0 | 1  | 0  | 1  | 1½ | 2½ | ×  | 1  | 3½ | 11   | 4  | 2    | 0    | 7    |
| 9     | Албанія   | 0  | 0 | 0  | 1  | 1½ | 1  | 1  | 3  | ×  | 3  | 10½  | 4  | 2    | 0    | 7    |
| 10    | Мальта    | ½  | 0 | 1  | 0  | 0  | 0  | 0  | ½  | 1  | ×  | 3    | 0  | 0    | 0    | 9    |

### Група В
У другому півфіналі перемогла команда СРСР, яка не програла жодної зустрічі. Аргентинці, що виступали без Панно, Пильника і Россетто, випередили голландців. Увагу привернула гра команди Індії, яка вперше потрапила у фінал В. У 6-му турі індійці зіграли внічию з аргентинцями, а перемога лідера команди Аарона над екс-чемпіоном світу Ейве стала однією з головних сенсацій Олімпіади.
| Місце | Команда    | 1 | 2  | 3  | 4  | 5  | 6  | 7  | 8  | 9  | 10 | Очки | КО | КПер | КНіч | КПор |
| ----- | ---------- | - | -- | -- | -- | -- | -- | -- | -- | -- | -- | ---- | -- | ---- | ---- | ---- |
| 1     | СРСР       | × | 3½ | 3  | 3½ | 3½ | 4  | 3½ | 3  | 4  | 4  | 32   | 18 | 9    | 0    | 0    |
| 2     | Аргентина  | ½ | ×  | 3½ | 3  | 1½ | 2  | 3½ | 3  | 4  | 4  | 25   | 13 | 6    | 1    | 2    |
| 3     | Нідерланди | 1 | ½  | ×  | 1½ | 3½ | 2½ | 3½ | 3½ | 3½ | 4  | 23½  | 12 | 6    | 0    | 3    |
| 4     | Польща     | ½ | 1  | 2½ | ×  | 2½ | 3½ | 3  | 3  | 2  | 3½ | 21½  | 13 | 6    | 1    | 2    |
| 5     | Австрія    | ½ | 2½ | ½  | 1½ | ×  | 3½ | 2  | 1  | 3½ | 4  | 19   | 9  | 4    | 1    | 4    |
| 6     | Індія      | 0 | 2  | 1½ | ½  | ½  | ×  | 2½ | 2½ | 2  | 4  | 15½  | 8  | 3    | 2    | 4    |
| 7     | Португалія | ½ | ½  | ½  | 1  | 2  | 1½ | ×  | 3  | 2  | 3½ | 14½  | 6  | 2    | 2    | 5    |
| 8     | Філіппіни  | 1 | 1  | ½  | 1  | 3  | 1½ | 1  | ×  | 2½ | 2  | 13½  | 5  | 2    | 1    | 6    |
| 9     | Італія     | 0 | 0  | ½  | 2  | ½  | 2  | 2  | 1½ | ×  | 3½ | 12   | 5  | 1    | 3    | 5    |
| 10    | Монако     | 0 | 0  | 0  | ½  | 0  | 0  | ½  | 2  | ½  | ×  | 3½   | 1  | 0    | 1    | 8    |

### Група С
У третьому півфіналі відзначилася омолоджена команда Англії, яка поділила перше місце з чехами. За команду Чехословаччини в Лейпцизі дебютував 16-річ-ний В. Горт. Дебют для юного чеха був невдалим: в першому ж турі він програв Мягмарсурену (МНР).
| Місце | Команда        | 1  | 2  | 3  | 4 | 5  | 6  | 7  | 8  | 9  | 10 | Очки | КО | КПер | КНіч | КПор |
| ----- | -------------- | -- | -- | -- | - | -- | -- | -- | -- | -- | -- | ---- | -- | ---- | ---- | ---- |
| 1     | Англія         | ×  | 2½ | 1½ | 2 | 3½ | 3½ | 3  | 4  | 4  | 4  | 28   | 15 | 7    | 1    | 1    |
| 2     | Чехословаччина | 1½ | ×  | 2  | 4 | 3½ | 3½ | 2½ | 3½ | 3½ | 4  | 28   | 15 | 7    | 1    | 1    |
| 3     | Угорщина       | 2½ | 2  | ×  | 3 | 2½ | 3½ | 3  | 3  | 3½ | 4  | 27   | 17 | 8    | 1    | 0    |
| 4     | Швеція         | 2  | 0  | 1  | × | 2  | 3½ | 3½ | 4  | 3  | 4  | 23   | 12 | 5    | 2    | 2    |
| 5     | Данія          | ½  | ½  | 1½ | 2 | ×  | 1½ | 3½ | 0  | 3  | 4  | 16½  | 7  | 3    | 1    | 5    |
| 6     | Ісландія       | ½  | ½  | ½  | ½ | 2½ | ×  | 2½ | 3  | 3  | 3  | 16   | 10 | 5    | 0    | 4    |
| 7     | Монголія       | 1  | 1½ | 1  | ½ | ½  | 1½ | ×  | 3  | 3½ | 3  | 15½  | 6  | 3    | 0    | 6    |
| 8     | Туніс          | 0  | ½  | 1  | 0 | 4  | 1  | 1  | ×  | 2½ | 4  | 14   | 6  | 3    | 0    | 6    |
| 9     | Греція         | 0  | ½  | ½  | 1 | 1  | 1  | ½  | 1½ | ×  | 1  | 7    | 0  | 0    | 0    | 9    |
| 10    | Болівія        | 0  | 0  | 0  | 0 | 0  | 1  | 1  | 0  | 3  | ×  | 5    | 2  | 1    | 0    | 8    |

### Група D
У четвертому півфіналі домінували американці, які здобули дев'ять перемог. Друге місце не без зусиль (програш румунам, нічия з Іспанією) посіла команда ФРН. За третє місце точилася напружена боротьба між командами Іспанії і Румунії. Все вирішив матч суперників в останньому турі. Перемогла румунська команда.
| Місце | Команда  | 1  | 2  | 3  | 4  | 5  | 6  | 7  | 8  | 9  | 10 | Очки | КО | КПер | КНіч | КПор |
| ----- | -------- | -- | -- | -- | -- | -- | -- | -- | -- | -- | -- | ---- | -- | ---- | ---- | ---- |
| 1     | США      | ×  | 2½ | 3  | 2½ | 4  | 3  | 3½ | 2½ | 4  | 4  | 29   | 18 | 9    | 0    | 0    |
| 2     | ФРН      | 1½ | ×  | 1½ | 2  | 3  | 3  | 2½ | 4  | 4  | 4  | 25½  | 13 | 6    | 1    | 2    |
| 3     | Румунія  | 1  | 2½ | ×  | 2  | 1  | 3  | 2½ | 4  | 4  | 4  | 24   | 13 | 6    | 1    | 2    |
| 4     | Іспанія  | 1½ | 2  | 2  | ×  | 2  | 3  | 2  | 4  | 3½ | 3½ | 23½  | 12 | 4    | 4    | 1    |
| 5     | Чилі     | 0  | 1  | 3  | 2  | ×  | 2½ | 2½ | 3½ | 3½ | 4  | 22   | 13 | 6    | 1    | 2    |
| 6     | Куба     | 1  | 1  | 1  | 1  | 1½ | ×  | 3  | 2½ | 4  | 4  | 19   | 8  | 4    | 0    | 5    |
| 7     | Бельгія  | ½  | 1½ | 1½ | 2  | 1½ | 1  | ×  | 2  | 3  | 4  | 17   | 6  | 2    | 2    | 5    |
| 8     | Еквадор  | 1½ | 0  | 0  | 0  | ½  | 1½ | 2  | ×  | 3½ | 3  | 12   | 5  | 2    | 1    | 6    |
| 9     | Ірландія | 0  | 0  | 0  | ½  | ½  | 0  | 1  | ½  | ×  | 3½ | 6    | 2  | 1    | 0    | 8    |
| 10    | Ліван    | 0  | 0  | 0  | ½  | 0  | 0  | 0  | 1  | ½  | ×  | 2    | 0  | 0    | 0    | 9    |

## Фінали
Вранці 27 жовтня догравалися останні партії півфіналів, а ввечері відбулося жеребкування фінальних турнірів. Наступного дня почалася боротьба в усіх трьох фіналах.

### Фінал А

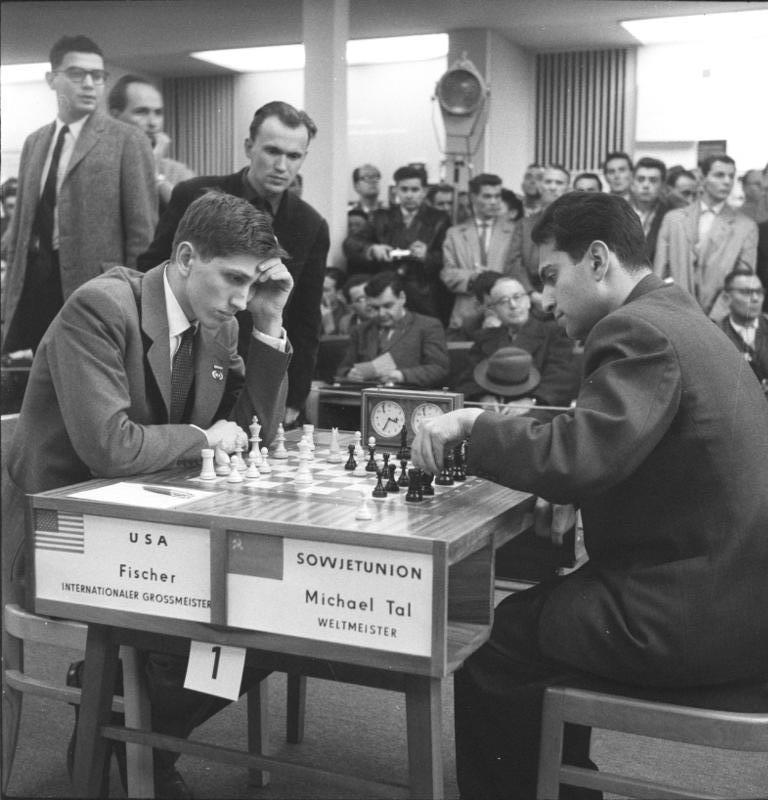
Гра шахових «зірок» 60-х: Роберт Фішер (США) — Михайло Таль (СРСР) у 5-у турі фіналі А

У головному фіналі 1-й тур несподіванок не приніс. Фаворити — команди США, СРСР, Югославії — здобули переконливі перемоги відповідно над командами Румунії, Болгарії і Голландії. Центральною в 2-му турі була зустріч основних суперників двох останніх олімпіад — шахістів СРСР і Югославії. Вигравши у Вукчевича, Петросян приніс радянській команді важливу перемогу. Решта п'ять матчів туру закінчилися внічию, в тому числі і матч США — Англія.
Інтерес мешканців Лейпцигу до Олімпіади зростав з кожним туром. Досить сказати, що коли грався 3-й тур, було зафіксовано рекордну кількість глядачів — 8000. Такого ще історія олімпіад не знала. У цьому турі СРСР з великими труднощами переміг голландців. Цей результат дав можливість команді США, яка здобула переконливу перемогу над болгарами, наздогнати збірну СРСР. Однак «двовладдя» на турнірі тривало недовго. У 4-му турі СРСР несподівано легко переміг угорську команду (3,5:0,5) і знову став лідером турніру. Американці виграли дуже важливий матч у команди Югославії (хоч Фішер і програв Глігоричу) і ще міцніше посіли другу сходинку. Американці на троє очок випереджали команди Аргентини, ФРН і Югославії.
У 5-му турі центральною стала зустріч лідерів турніру США — СРСР. Зустріч закінчилася перемогою СРСР — 2,5:1,5. (Смислов — Бісгайєр 1:0), партії на перших 3 шахівницях, в тому числі Таль — Фішер, закінчилися внічию. Після цієї перемоги мало в кого залишились сумніви в черговій перемозі команди СРСР: з усіма основними конкурентами зустрічі залишилися позаду, а запас від найближчих переслідувачів становив двоє очок. Після перемоги над аргентинською командою на третє місце вийшли югослави.
Друга половина турніру не змінила становища трійки лідерів. Незважаючи на невдачу в 10-му турі з шахістами Чехословаччини, американська команда зберегла за собою друге місце. Спроба югославів боротися з американцями за друге місце, по суті, закінчилася уже у 8-му турі після нічиєї з командою НДР. У цьому ж турі сенсаційну перемогу (4:0) здобула болгарська команда над румунами, внаслідок чого зуміла вийти на шосте місце.
Своєю п'ятою підряд перемогою на Олімпіаді збірна СРСР побила довоєнний рекорд американців, які здобули чотири перемоги поспіль — на IV—VII Олімпіадах. Крім того, гросмейстери СРСР добилися видатного результату: вперше в історії олімпіад команда виграла всі матчі турніру — 20 (9 — у півфіналі, 11 —у фіналі).
Друге місце у Лейпцизі — був успіхом для молодої команди США. У відмінній формі перебував Р. Бірн —3-я шахівниця (+9—0=6), Фішер (+10—2=6) на 1-й шахівниці був третім (за Робачем і Талем). Вдало зіграли Ломбарді — 2-а шахівниця (+8—2=7, Бісгайер — 4-а шахівниця (+9—2=5) і Вайнштейн —2-й резерв (+6—1=1). Лише Россолімо— 1-й резерв (+2—1=3) виступив на середньому рівні. Срібні медалі стали першими медалями американців на післявоєнних олімпіадах.
Слабше, ніж завжди, зіграла югославська команда, хоч її перевага над четвертою командою була більш ніж переконлива — 4,5 очка. У команді найбільш вдало зіграли Глігорич (+7—0=10) та Івков (+9—1=6), решта учасників команди виступили не так успішно: Матанович (+6—2=9), Берток (+5—3=5), Дамянович (+6—2=2) та Вукчевич (+2—1=4).
Після катастрофи в Мюнхені дещо реабілітувала себе угорська команда, хоч в цілому вона виступила нерівно. Відмінно зіграли Портіш — 2-а шахівниця (+7—2=8) і Барца — 3-я шахівниця (+8—2 = 6).
У чехословацької команди, що посіла п'яте місце, найкращими були Філіп і Фіхтль. В активі чехословацької збірної — перемоги над угорською й американською командами. Особливо значимою для чехів була перемога над шахістами США. Адже після Олімпіади у Фолкстоні (1933) команді Чехословаччини 27 років не вдавалося перемогти американців на олімпіадах!
| Місце | Команда        | 1  | 2  | 3  | 4  | 5  | 6  | 7  | 8  | 9  | 10 | 11 | 12 | Очки | КО | КПер | КНіч | КПор |
| ----- | -------------- | -- | -- | -- | -- | -- | -- | -- | -- | -- | -- | -- | -- | ---- | -- | ---- | ---- | ---- |
| 1     | СРСР           | ×  | 2½ | 2½ | 3½ | 3  | 4  | 3½ | 3½ | 3  | 2½ | 3  | 3  | 34   | 22 | 11   | 0    | 0    |
| 2     | США            | 1½ | ×  | 2½ | 2½ | 1½ | 3½ | 2½ | 2½ | 3½ | 3½ | 3½ | 2  | 29   | 17 | 8    | 1    | 2    |
| 3     | Югославія      | 1½ | 1½ | ×  | 2½ | 3  | 2½ | 2½ | 2½ | 2  | 3  | 3½ | 2½ | 27   | 17 | 8    | 1    | 2    |
| 4     | Угорщина       | ½  | 1½ | 1½ | ×  | 1½ | 2  | 2  | 3½ | 2½ | 2½ | 2½ | 2½ | 22½  | 12 | 5    | 2    | 4    |
| 5     | Чехословаччина | 1  | 2½ | 1  | 2½ | ×  | 2  | 2  | 2½ | 2  | 2  | 1½ | 2½ | 21½  | 12 | 4    | 4    | 3    |
| 6     | Болгарія       | 0  | ½  | 1½ | 2  | 2  | ×  | 2  | 2  | 2  | 3  | 4  | 2  | 21   | 10 | 2    | 6    | 3    |
| 7     | Аргентина      | ½  | 1½ | 1½ | 2  | 2  | 2  | ×  | 2  | 2  | 2½ | 2  | 2½ | 20½  | 10 | 2    | 6    | 3    |
| 8     | ФРН            | ½  | 1½ | 1½ | ½  | 1½ | 2  | 2  | ×  | 2  | 3  | 2  | 3  | 19½  | 8  | 2    | 4    | 5    |
| 9     | НДР            | 1  | ½  | 2  | 1½ | 2  | 2  | 2  | 2  | ×  | 1½ | 1  | 3½ | 19   | 7  | 1    | 5    | 5    |
| 10    | Нідерланди     | 1½ | ½  | 1  | 1½ | 2  | 1  | 1½ | 1  | 2½ | ×  | 2½ | 2  | 17   | 6  | 2    | 2    | 7    |
| 11    | Румунія        | 1  | ½  | ½  | 1½ | 2½ | 0  | 2  | 2  | 3  | 1½ | ×  | 2  | 16½  | 7  | 2    | 3    | 6    |
| 12    | Англія         | 1  | 2  | 1½ | 1½ | 1½ | 2  | 1½ | 1  | ½  | 2  | 2  | ×  | 16½  | 4  | 0    | 4    | 7    |

### Фінал В
У фіналі В боротьба за перемогу точилася між командами Швеції та Ізраїлю. Спочатку лідирувала команда Ізраїлю. Однак шведи, очолювані ветеранами Штальбергом і Лундіним, спочатку догнали, а в 9-му турі випередили суперників. Третє місце посіли австрійські шахісти, в яких блискуче зіграв Робач (+11—0=5).
| Місце | Команда   | 13 | 14 | 15 | 16 | 17 | 18 | 19 | 20 | 21 | 22 | 23 | 24 | Очки | КО | КПер | КНіч | КПор |
| ----- | --------- | -- | -- | -- | -- | -- | -- | -- | -- | -- | -- | -- | -- | ---- | -- | ---- | ---- | ---- |
| 13    | Швеція    | ×  | 2  | 2½ | 2  | 3  | 2½ | 2½ | 2  | 2½ | 3  | 3  | 2½ | 27½  | 19 | 8    | 3    | 0    |
| 14    | Ізраїль   | 2  | ×  | 1½ | 2  | 1½ | 2  | 2  | 2½ | 2½ | 3½ | 3  | 4  | 26½  | 14 | 5    | 4    | 2    |
| 15    | Австрія   | 1½ | 2½ | ×  | 2½ | 3  | 2  | 1  | 2½ | 3  | 3  | 1½ | 2  | 24½  | 14 | 6    | 2    | 3    |
| 16    | Данія     | 2  | 2  | 1½ | ×  | 3  | 2  | 2  | 1  | 2  | 2½ | 2½ | 3  | 23½  | 13 | 4    | 5    | 2    |
| 17    | Фінляндія | 1  | 2½ | 1  | 1  | ×  | 2½ | 3  | 3  | 1½ | 2  | 3  | 3  | 23½  | 13 | 6    | 1    | 4    |
| 18    | Куба      | 1½ | 2  | 2  | 2  | 1½ | ×  | 2½ | 2  | 2  | 2  | 2  | 3½ | 23   | 11 | 2    | 7    | 2    |
| 19    | Норвегія  | 1½ | 2  | 3  | 2  | 1  | 1½ | ×  | 1½ | 1½ | 2½ | 2½ | 4  | 23   | 10 | 4    | 2    | 5    |
| 20    | Іспанія   | 2  | 1½ | 1½ | 3  | 1  | 2  | 2½ | ×  | 1½ | 2  | 2½ | 3  | 22½  | 11 | 4    | 3    | 4    |
| 21    | Польща    | 1½ | 1½ | 1  | 2  | 2½ | 2  | 2½ | 2½ | ×  | 1  | 3  | 2½ | 22   | 12 | 5    | 2    | 4    |
| 22    | Чилі      | 1  | ½  | 1  | 1½ | 2  | 2  | 1½ | 2  | 3  | ×  | 1½ | 3½ | 19½  | 7  | 2    | 3    | 6    |
| 23    | Ісландія  | 1  | 1  | 2½ | 1½ | 1  | 2  | 1½ | 1½ | 1  | 2½ | ×  | 1  | 16½  | 5  | 2    | 1    | 8    |
| 24    | Індія     | 1½ | 0  | 2  | 1  | 1  | ½  | 0  | 1  | 1½ | ½  | 3  | ×  | 12   | 3  | 1    | 1    | 9    |

### Фінал С
У фіналі С, який вперше в історії олімпіад проводився за швейцарською системою, домінували команди азійського континенту. Тут перемогла команда Філіппін, друге — третє місця поділили шахісти Індонезії і МНР. Другими за більшою кількістю матчових перемог стали індонезійці. Привернула увагу успішна гра молодих Тан Хоан Ліонга (Індонезія) і Мягмарсурена (МНР). Обидва добилися найкращого результату XIV Олімпіади на 4-й шахівниці — по 16,5 з 20.
Тридцять сьоме місце в загальному заліку було в команди Монако, у складі якої на 4-й шахівниці виступала М. Рено-Шеврієр, єдина жінка серед 232 учасників Олімпіади. Її результат +0—5=2.
- ( ) - рахунок

| Місце | Команда    | Очки | КО | КПер | КНіч | КПор | 1    | 2    | 3    | 4    | 5    | 6    | 7    | 8    | 9    | 10   | 11   |
| ----- | ---------- | ---- | -- | ---- | ---- | ---- | ---- | ---- | ---- | ---- | ---- | ---- | ---- | ---- | ---- | ---- | ---- |
| 25    | Філіппіни  | 28½  | 17 | 7    | 3    | 1    | (3)  | (3)  | (2)  | (2)  | (3)  | (2½) | (3)  | (3)  | (2)  | (1)  | (4)  |
| 26    | Індонезія  | 27½  | 17 | 7    | 3    | 1    | (2½) | (2)  | (3½) | (3½) | (1)  | (2½) | (2½) | (2)  | (3½) | (2½) | (2)  |
| 27    | Монголія   | 27½  | 15 | 6    | 3    | 2    | (3½) | (1)  | (2)  | (2½) | (2)  | (1½) | (3)  | (2)  | (3)  | (4)  | (3)  |
| 28    | Албанія    | 26½  | 15 | 7    | 1    | 3    | (2½) | (2)  | (½)  | (3½) | (3)  | (1½) | (3½) | (2½) | (1)  | (4)  | (2½) |
| 29    | Еквадор    | 26   | 15 | 5    | 5    | 1    | (3)  | (2)  | (2)  | (1½) | (2)  | (2)  | (2½) | (2½) | (2)  | (4)  | (2½) |
| 30    | Португалія | 25   | 15 | 7    | 1    | 3    | (3)  | (3)  | (2)  | (½)  | (2½) | (2½) | (½)  | (1½) | (3)  | (4)  | (2½) |
| 31    | Франція    | 25   | 13 | 6    | 1    | 4    | (1)  | (3)  | (2)  | (1½) | (3½) | (3)  | (1½) | (1½) | (2½) | (2½) | (3)  |
| 32    | Італія     | 24   | 13 | 6    | 1    | 4    | (1½) | (2½) | (2½) | (2½) | (2½) | (1½) | (1)  | (4)  | (2)  | (1½) | (2½) |
| 33    | Бельгія    | 23½  | 12 | 5    | 2    | 4    | (1½) | (3)  | (2)  | (2)  | (1)  | (2½) | (1)  | (3)  | (3)  | (3)  | (1½) |
| 34    | Туніс      | 21½  | 9  | 3    | 3    | 5    | (1)  | (4)  | (2)  | (2)  | (1½) | (1)  | (2)  | (2½) | (2½) | (1½) | (1½) |
| 35    | Греція     | 20½  | 10 | 3    | 4    | 4    | (2½) | (2)  | (2)  | (2)  | (1½) | (2)  | (3½) | (1)  | (½)  | (2½) | (1)  |
| 36    | Болівія    | 19½  | 10 | 3    | 4    | 4    | (1½) | (1)  | (3)  | (3)  | (½)  | (2)  | (2)  | (2½) | (2)  | (0)  | (2)  |
| 37    | Монако     | 17½  | 5  | 2    | 1    | 8    | (1)  | (1½) | (1)  | (3½) | (2½) | (1)  | (2)  | (1½) | (1)  | (1½) | (1)  |
| 38    | Ірландія   | 17   | 6  | 3    | 0    | 8    | (3)  | (1)  | (1½) | (1)  | (3)  | (3)  | (1½) | (1½) | (1½) | (0)  | (0)  |
| 39    | Мальта     | 14   | 3  | 1    | 1    | 9    | (1)  | (1)  | (3½) | (½)  | (1½) | (1½) | (2)  | (0)  | (1½) | (0)  | (1½) |
| 40    | Ліван      | 8½   | 1  | 0    | 1    | 10   | (½)  | (0)  | (½)  | (½)  | (1)  | (2)  | (½)  | (1)  | (1)  | (0)  | (1½) |

## Індивідуальні результати
9 листопада в урочистій обстановці відбулася церемонія нагородження переможців. П'ятий раз поспіль Кубок ФІДЕ було вручено команді СРСР, а членам команди — золоті медалі. Срібні медалі одержали американці, бронзові — югославські шахісти.
Призи за найкращі індивідуальні досягнення дістали Робач, Ботвинник, Керес, Тан Хоан Ліонг, Мягмарсурен, Смислов і Петросян. Останній став володарем спеціального приза за абсолютно найкращий результат XIV Олімпіади.